# Tucuirícuc
O tucuirícuc, tucuiricuy ou tocricoc era um servidor público especial de alta faixa, do império inca. Era enviado pelo Inca às províncias para observar o cumprimento dos mandatos imperiais. Tinha a função de impor castigos aos servidores públicos que se tivessem portado com negligencia ou abuso; inclusive, em casos extremos, podia tomar o governo da província. Era uma espécie de “governador volante”.

## Nomeação
O tucuirícuc era eleito pelo Inca dentre os homens mais sábios e justiceiros da nobreza. Não era um cargo perpétuo nem hereditário. Entre suas mordomias, contava-se poder viajar em rede.
Sua rádio de ação era imenso, chegando inclusive até 50 léguas. Sabe-se, por exemplo, que o tucuíricuc de Vilcashuamán (atual departamento de Ayacucho) exercia desde Uramarca até Acos, junto ao vale de Jauja (atual departamento de Junín).  Aos lugares onde não podia chegar, enviava a seus delegados (michos).
A cada ano viajava secretamente por seu território e apresentava-se em forma surpresa por qualquer lugar. Para observar tudo tranquilamente, não se davam a conhecer até que o consideravam necessário. Então mostravam o fio da mascapaicha que o Inca lhes tinha entregado como sinal da grande autoridade que lhes dava. 

## Funções
- Supervisionava o trabalho dos servidores públicos que tinham a seu cargo as divisões administrativas, isto é aos huno-camayocs, huaranga-camayocs, pachaca-camayocs e chunca-camayocs, no relativo à o cumprimento das ordens religiosas, o movimento dos mitimaes, a distribuição de terras entre os hatunrunas (plebeus), a produção e as necessidades gerais, o abastecimento dos tambos, o recrutamento de homens para a guerra, a seleção de mulheres para os acllahuasis.
- Recolhia os tributos para remetê-los ao Cuzco, a capital imperial.
- Assumia o papel de juiz (taripa-camayoc), atendendo queixas e demandas, e impondo penas aos que se tinham portado com negligencia ou abuso, ainda que fossem altos servidores públicos. Podia inclusive aplicar a pena de morte em casos especiais.
- Adotava o papel de autoridade casamenteira ou “repartidor de mulheres” (huarmicoco), isto é, celebrava os casais.
- Visitava as obras públicas e recomendava as medidas apropriadas para determinados trabalhos.
- Em situações graves, como guerras e rebeliões, podia destituir ao curaca e assumir o comando.
- Ao regressar ao Cuzco apresentava ao Inca um minucioso relatório.